# Wesselényi Miklós (politikus, 1845–1916)
Báró hadadi Wesselényi Miklós (Zsibó, 1845. december 13. – Kolozsvár, 1916. július 2.) magyar földbirtokos, politikus, Szilágy vármegye főispánja, koronaőr, főrend, Wesselényi Miklós legidősebb fia.

## Élete
1845. december 13-án született Zsibón, báró Wesselényi Miklós és Lux Anna legidősebb fiaként. Keresztszülei voltak többek között Deák Ferenc, Klauzál Gábor, Kossuth Lajos, Bezerédj István, Beöthy Ödön, Kelemen Benő és Újfalvi Sándor. Öccsével együtt Zsibón kapott nevelést, majd a kolozsvári református kollégium tanulói lettek. Végül mindketten a berlini egyetemen fejezték be jogi tanulmányaikat. Hazatérve átvették birtokaik kezelését. 
Wesselényi Miklós fontos szereplője lett a Szilágy vármegyei közéletnek, a magyarosítás céljából kultúregyletet alapított, amely a nevét viselte. Ekkoriban Erdély legismertebb sportembere lett. Sokat foglalkozott állattenyésztéssel, rendezője volt a híres alsó-zsuki lóversenyeknek és elnöke az erdélyi falkavadász-társaságnak. A cenzus alapján (örökös jogon) lett tagja a magyar főrendiháznak. 1888 októberében Ferenc József Szilágy vármegye főispánjának nevezte ki. A király 1898-ban a Lipót-rend lovagkeresztjével, 1902-ben pedig a II. osztályú vaskoronarenddel ismerte el tevékenységét. 1899-től az erdélyi múzeumegylet alelnöke volt. 
Miután többször a hadseregre vonatkozó nemzeti követelések mellett foglalt állást, 1903. november 21-én lemondott főispáni tisztségéről. 1905-ben az Új Párt programjával Kolozsvár második kerülete országgyűlési képviselővé választotta Feilitzsch Artúrral szemben, így tagja lett a képviselőháznak. Rövidesen csatlakozott a Függetlenségi és Negyvennyolcas Párthoz, melynek alelnöke lett. 1906-ban kerülete egyhangúlag újraválasztotta. 1906-ban az országgyűlés koronaőrré választotta az elhunyt Radvánszky Béla helyére. 1907-ben, Ferenc József koronázásának negyvenedik évfordulóján a király titkos tanácsossá nevezte ki. 1916-ban hunyt el Kolozsváron. 
1869. szeptember 25-én vette feleségül Bonchidán losonczi Bánffy Ágnest (1848–1925). Öt gyermekük született.